# 슈바벤 도시동맹
슈바벤 도시동맹(독일어: Schwäbischer Städtebund)은 오늘날의 서남독일 지역의 자유제국도시들이 맺은 군사동맹이다. 가맹 도시들의 특권, 권리, 자유를 유지하는 것을 목적으로 했으며, 때문에 신성로마제국 내부에서 영토국가회를 추구하던 바이에른, 오스트리아 등 강력한 제후국들과 적대했다. 가맹국들이 일부 겹치긴 하지만 종교개혁 시대의 슈바벤 동맹과는 별개의 존재다.
1331년 11월 20일 처음 결성되었으며, 결성 당시 가맹국은 과거 슈바벤 공국 소속이었던 32개 도시국가였다. 당시 신성로마황제 루트비히 4세는 이 도시들이 다른 제후들에게 돈을 빌려주지 않을 것을 조건으로 동맹의 결성을 지지해 주었다. 1331년 당시 원년 가맹국은 다음과 같다.
- 알렌
- 아우크스부르크
- 비베라흐
- 보프핑겐
- 딩켈스뷔흘
- 도나우뵈르트
- 에슬링겐
- 깅겐
- 하일브론
- 이스니
- 카우프보이렌
- 켐프텐
- 로이트키르히
- 린다우
- 메밍겐
- 뇌르틀링겐
- 풀렌도르프
- 라펜스부르크
- 로이틀링겐
- 슈베비슈그뮌트
- 슈베비슈할
- 위베를링겐
- 울름
- 방겐
- 바일
- 빔펜

1340년에는 뷔르템베르크, 외팅겐, 호엔베르크 3개 백국도 동맹에 가맹했다.